# 风车 (2011年电视剧)
《风车》，是由霍思燕、李晨、宋佳、杨立新、韩童生、丁志诚领衔主演，在2010年拍摄、2011年首播的老北京风情年代大戏。台灣OTT由LiTV 線上影視全劇上架。

## 演员表
- 梁尘-李晨
- 何爽-宋佳
- 舒兆欣-霍思燕
- 梁鼎元-杨立新
- 舒义海-韩童生
- 康胜利-丁志诚
- 单志衡-赵君
- 何曼-陈炜
- 马福顺-达达
- 陆洁修-刘敏涛
- 舒兆远-李恒
- 唐经理-李强
- 梁凡-吴晓亮
- 淑芬-刘超
- 慧兰-王佳佳
- 马晓芳-田怡
- 马晓强-佟磊
- 单达-赵达
- 单红-章龄之
- 康妻-王晓梅
- 康凌云-方晓歌
- 老李-于雷
- 胖子-刘惠
- 所长-张山
- 大队长-周艺华
- 董队长-王永泉
- 齐队长-刘曙光
- 尚采买-路东昌
- 范爷-张春年
- 三彪-马岩
- 四叔-梁德勒
- 二庆-王义钦
- 崽儿-曹璐
- 齐导演-张楠
- 常主任-刘秀洁
- 肉头-付刚
- 肉头妻-张玉梅
- 李宁-志江
- 冯老九-冯老九
- 副主任-卫国
- 副导演-赵海龙
- 钱支书-关新伟
- 招娣-红鹰
- 二狗-丁志强
- 板爷甲-高玉林
- 朱医生-陈一方
- 小李-魏韦
- 二姑-王秀丽
- 亮子-段炼
- 赵阿姨-郭亚菲
- 二憨-孔兮
- 造反派-吕一丁
- 谢大夫-李大光
- 童年梁尘-石云鹏
- 童年梁凡-杜马
- 童年兆远-王溪
- 童年兆欣-韩雨烨
- 童年晓强-王亮
- 童年小芳-王旻
- 童年单达-李金江
- 童年单红-张雪迎
- 婴儿舒单-霍莉
- 二岁舒单-劳焕杰
- 七岁舒单-马宁

## 收视率情况
- 《风车》於2011年9月份在北京卫视独家播映，其平均收视率成功破8，登同时段同类型节目收视冠军。
- 《风车》在江苏城市频道开播后，获同时段收视第一。

## 播出频道
北京卫视、辽宁卫视、吉林卫视、新疆卫视、上海新闻综合频道、上海娱乐频道、闵行、CCTV8电视剧频道、江苏城市频道等